# Bogdan Racovițan
Bogdan Racovițan (ur. 6 czerwca 2000 w Dijon) – rumuński piłkarz, występujący na pozycji obrońcy w polskim klubie Raków Częstochowa oraz w reprezentacji Rumunii.

## Kariera klubowa

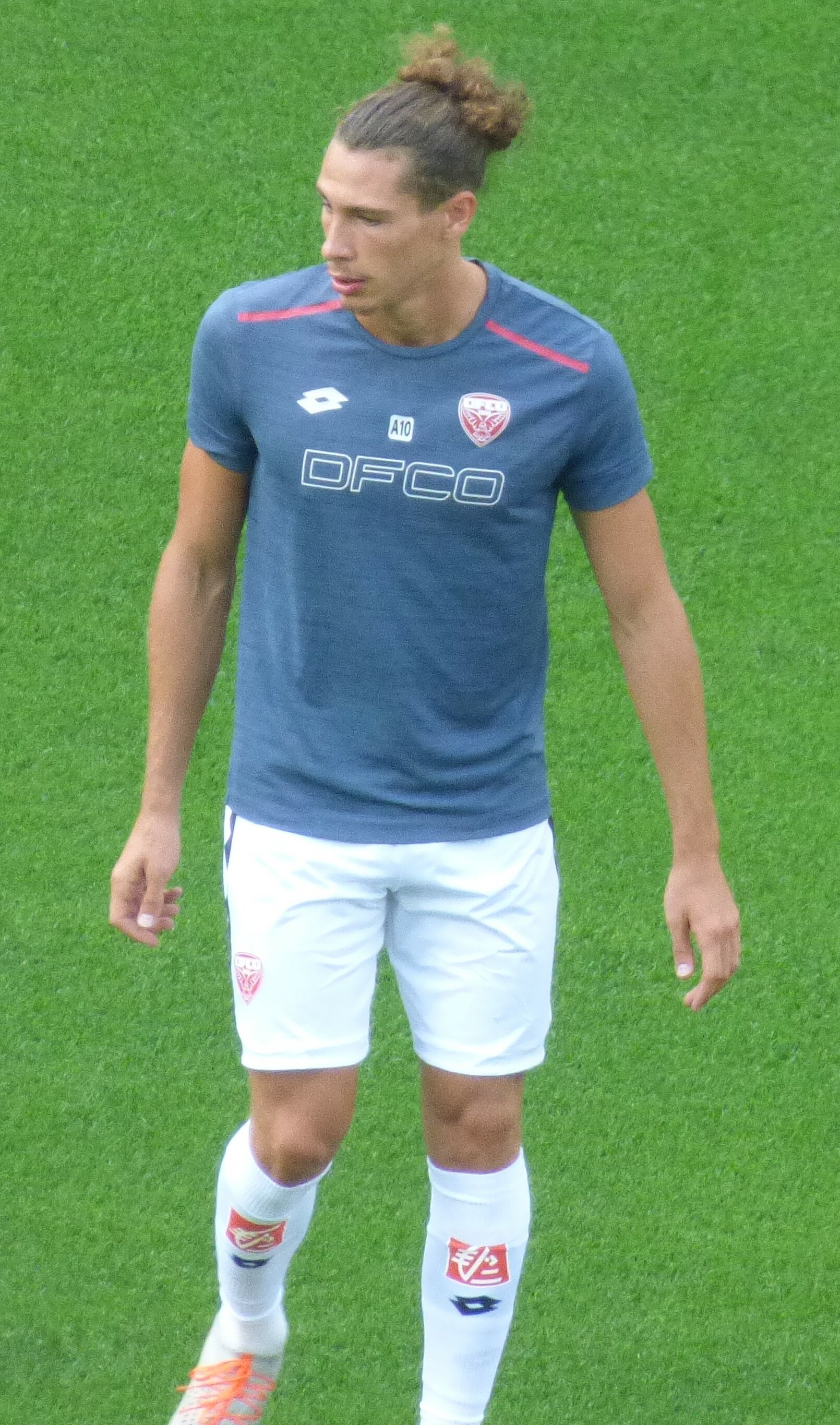
Bogdan Racovițan podczas meczu towarzyskiego 15 sierpnia 2020 Dijon FCO z RC Lens na stadionie Stade Félix-Bollaert w Lens.

Treningi piłki nożnej rozpoczął w wieku 5 lat. Jest wychowankiem ASPTT Dijon, z którego w lipcu 2012 roku trafił do Dijon FCO. W 2019 roku został zawodnikiem drużyny rezerw tego klubu. W lutym 2021 przeszedł do FC Botoșani. 
W styczniu 2022 podpisał trzyipółletni kontrakt z Rakowem Częstochowa z możliwością przedłużenia o kolejny rok. Zadebiutował w tym klubie 6 lutego w wygranym 2:0 meczu z Wisłą Kraków. W trzecim meczu rundy wiosennej, z Górnikiem Zabrze, doznał kontuzji barku, w wyniku której pauzował do końca sezonu. 9 lipca 2022 strzelił swojego pierwszego gola dla Rakowa w wygranym 2:0 meczu o Superpuchar Polski z Lechem Poznań. 22 kwietnia 2023 w wygranym 2:0 meczu z Miedzią Legnica strzelił swojego drugiego gola dla Rakowa, a pierwszego w Ekstraklasie.

## Kariera reprezentacyjna
24 sierpnia 2021 został powołany do reprezentacji Rumunii U-21. 7 września wystąpił w zremisowanym 1:1 meczu z Gruzją. 16 listopada strzelił gola w przegranym 2:4 meczu z Włochami. 22 marca 2024 zadebiutował w seniorskiej kadrze w zremisowanym 1:1 spotkaniu z Irlandią Północną. W czerwcu 2024 znalazł się w ścisłej kadrze 26 zawodników powołanych na Euro 2024.

## Sukcesy

### Klubowe

#### Raków Częstochowa
- Mistrzostwo Polski: 2022/2023[13]
- Puchar Polski: 2021/2022
- Superpuchar Polski: 2022

## Życie osobiste
Jest synem Rumuna i Francuzki. Uważa się za Rumuna, zadeklarował chęć reprezentowania Rumunii.